# Lagnes
Lagnes is een gemeente in het Franse departement Vaucluse (regio Provence-Alpes-Côte d'Azur) en telt 1674 inwoners (2007). De plaats maakt sinds 1 januari 2017 deel uit van het arrondissement Apt.

## Geografie
De oppervlakte van Lagnes bedraagt 16,8 km², de bevolkingsdichtheid is 99,6 inwoners per km².
De onderstaande kaart toont de ligging van Lagnes met de belangrijkste infrastructuur en aangrenzende gemeenten.

## Demografie
Onderstaande figuur toont het verloop van het inwonertal (bron: INSEE-tellingen).